# 清水达也
清水達也（日语：清水 達也，1981年3月1日—）是日本的音乐家、作曲家、編曲家。千叶县出身。主要以Tatsh（タッシュ）和世阿弥（ぜあみ）的名義活动。